# 조효소 B
조효소 B(영어: coenzyme B)는 메테인 생성균의 산화환원반응에 필요한 조효소이다. 조효소 B의 전체 화학명은 7-머캅토헵타노일트레오닌포스페이트(영어: 7-mercaptoheptanoylthreoninephosphate)이다. 조효소 B에는 주요 반응 부위인 싸이올이 포함되어 있다.
조효소 B는 2-메틸싸이오에테인설포네이트(메틸-조효소 M, 약칭 CH
3–S–CoM)과 반응하여 메테인 생성 경로에서 메테인을 방출한다.
CH3-S-CoM + HS-CoB  →  CH4 + CoB-S-S-CoM
이러한 전환은 보결분자단으로 보조 인자 F430을 포함하는 효소인 조효소 B 설포에틸싸이오트랜스퍼레이스에 의해 촉매된다.
HS-CoB와 HS-CoM을 모두 활용하는 관련 질환은 푸마르산 환원효소에 의해 촉매되는 푸마르산의 석신산으로의 환원 과정이다.
HS-CoM + HS-CoB +  −O
2CCH=CHCO−
2  →  −O
2CCH
2–CH
2CO−
2  +  CoB-S-S-CoM

## 메테인 생성 경로에서 조효소 B의 중요성
조효소 B는 메테인 생성 경로의 마지막 단계에서 중요한 구성 요소이다. 조효소 B는 조효소 M(메틸-조효소)을 메테인과 헤테로다이설파이드로 환원시키는 전자 공여체 역할을 한다. 하나는 조효소 B를 사용하고 다른 하나는 조효소 B를 사용하지 않는 두 개의 개별 실험에서 메테인 분자가 형성되기 전에 조효소 B를 사용하면 보다 더 효율적이고 일관된 결합 절단이 일어남을 나타낸다.

## 같이 보기
- 메테인 생성균
- 조효소 M